# Isaac Newton Lewis

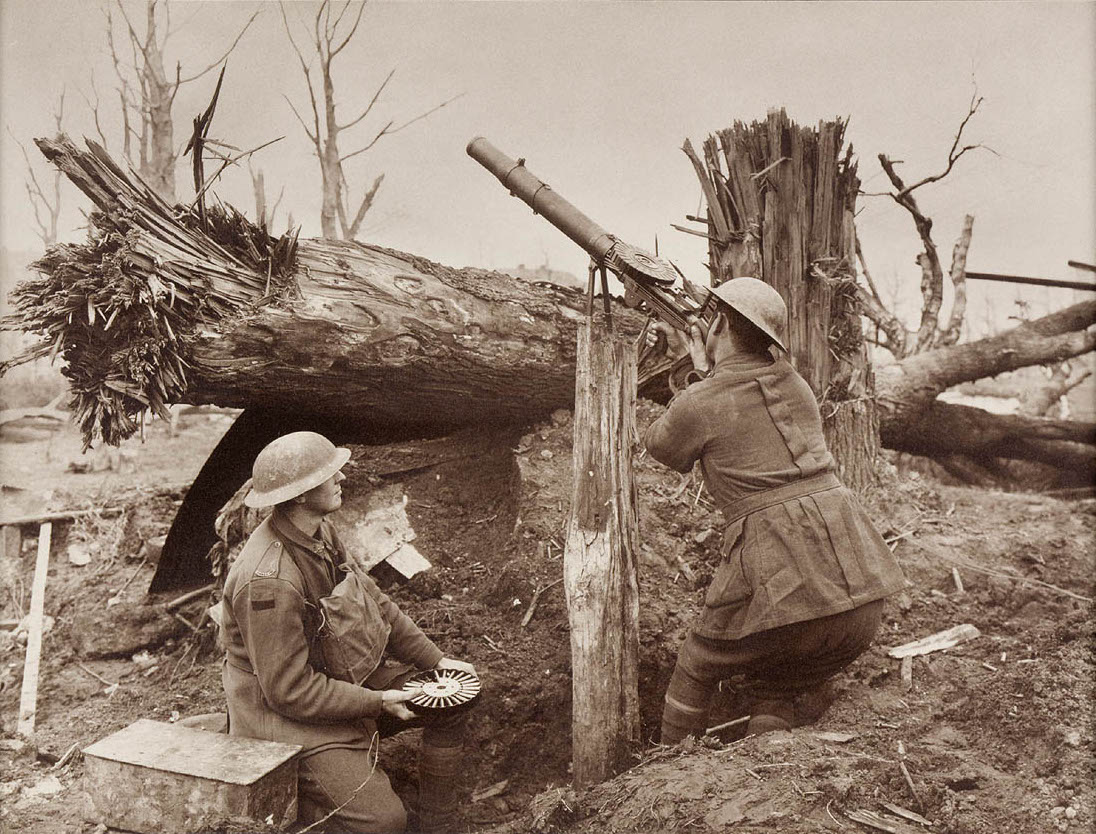
Lewisův kulomet v akci

Isaac Newton Lewis (12. října 1858, New Salem, Pensylvánie – 9. listopadu 1931, Hoboken, New Jersey) byl americký voják a konstruktér.

## Život
Isaac Newton v roce 1884 absolvoval United States Military Academy ve West Pointu. Získal hodnost Second lieutenant dělostřelectva a v rámci své odbornosti se zaměřil na zbraně. V roce 1900 byl Lewis s hodností kapitán poslán generálem H. C. Corbinem do Evropy, aby se věnoval dalšímu studiu. Jeho zpráva později vedla k přezbrojení polního dělostřelectva. Na základě dobrých výsledků byl povyšován až do hodnosti plukovníka v pobřežním dělostřeleckém sboru v srpnu 1913. Kvůli špatnému zdravotního stavu byl ale měsíc nato ze služby propuštěn.
Na základě předchozí práce Samuela McCleana postavil v roce 1911 kulomet Lewis,o který zpočátku americká armáda neměla zájem. Poté, co britská a francouzská armáda zakoupily více než 100 000 kusů, svůj názor Američané změnili. Lewis po vstupu USA do války odmítl licenční poplatky za vyrobené kulomety ve výši nejméně jednoho milionu dolarů. V roce 1919 mu Franklin Institute udělil medaili Elliotta Cressona.
Lewis zemřel na infarkt myokardu na nádraží v Hobokenu během čekání na vlak do Montclair, kde bydlel.